# Paphiopedilum concolor
Paphiopedilum concolor (Lindl. ex Bateman) Pfitzer, 1888  è una pianta della famiglia delle Orchidacee.

## Descrizione
È un'orchidea di medie dimensioni che cresce terricola oppure litofita costituita da un ciuffo di 4 fino a 6 foglie di forma ellittico-oblunga, con apice bilobato, di colore verde chiaro screziato di bianco, maculate nella pagina inferiore. La fioritura avviene in primavera e in estate, normalmente con un unico fiore, occasionalmente due o tre, su uno stelo eretto, alto mediamente 10 centimetri, pubescente. I fiori grandi circa 7 centimetri e profumati di mela sono bianco con tonalità marroncine, maculati di viola scuro. Come per tutto il genere Paphiopedilum il labello è sacciforme.

## Distribuzione e habitat
La specie è originaria di Thailandia, Laos, Cambogia, Myanmar, Cina sud-orientale e cresce sia vicino al mare o lungo corsi d'acqua che in montagna, in spaccature della roccia ombreggiate, dal livello del mare a 1000 metri di quota.

## Sinonimi
Cypripedium concolor Lindl. ex Bateman, 1865

Cordula concolor (Lindl. ex Bateman) Rolfe, 1912

Cypripedium concolor var. chlorophyllum Rchb.f., 1886

Cypripedium concolor var. reynieri Rchb.f., 1886

Cypripedium concolor var. tonkinense God.-Leb., 1886

Cypripedium tonkinense auct., 1886

Cypripedium concolor var. sulphurinum Rchb.f., 1888

Cypripedium concolor var. longipetalum Rolfe, 1896

Paphiopedilum concolor var. chlorophyllum (Rchb.f.) Pfitzer, 1903

Paphiopedilum concolor var. longipetalum (Rolfe) Pfitzer 1903

Paphiopedilum concolor var. reynieri (Rchb.f.) Pfitzer, 1903

Paphiopedilum concolor var. sulphurinum (Rchb.f.) Pfitzer, 1903

Paphiopedilum concolor var. tonkinense (God.-Leb.) Pfitzer, 1903

Paphiopedilum concolor subsp. chlorophyllum (Rchb.f.) Fowlie, 1977

Paphiopedilum concolor subsp. reynieri (Rchb.f.) Fowlie, 1977

Paphiopedilum concolor var. dahuaense Z.J.Liu & J.Yong Zhang, 2000

Paphiopedilum concolor var. immaculatum Z.J.Liu & J.Yong Zhang, 2000

Paphiopedilum concolor f. sulphurinum (Rchb.f.) O.Gruss, 2001

Paphiopedilum concolor f. dahuaense (Z.J.Liu & J.Yong Zhang) Z.J.Liu & S.C.Chen, 2009

## Coltivazione
Questa pianta è ben coltivata in terriccio fertile, in piena ombra, teme la luce del sole, gradisce nebulizzazioni e temperature calde.